# Tuxpan, Jalisco
Tuxpan là một đô thị thuộc bang Jalisco, México. Năm 2005, dân số của đô thị này là 32462 người.